# الديك (عفرين)
ديك  قرية سوريّة تتبع إداريّاً لمحافظة حلب منطقة عفرين ناحية مركز بلبل، بلغ تعداد سكانها 361 نسمة حسب التعداد السكاني لعام 2004.